# Rhyssemodes orientalis
Rhyssemodes orientalis är en skalbaggsart som beskrevs av Étienne Mulsant och Jean Baptiste Godart 1874. Rhyssemodes orientalis ingår i släktet Rhyssemodes och familjen Aphodiidae. Inga underarter finns listade i Catalogue of Life.